# 바인차오루
바인차오루(파음조로, 중국어 간체자: 巴音朝魯, 1955년 11월 ~ )는 중화인민공화국의 정치인이다. 지린성 성장을 거쳐, 현재 지린 성 당 위원회 서기이다.

## 생애
내몽골 자치구 어퉈커 전기 출신으로 내몽골사범대학 정치교육학과, 경제학 석사 과정을 졸업했다. 1976년에 중국 공산당에 입당했다. 대학 졸업후 바인차오루는 당 조직부 조직과 과장으로 일했고 1991년 11월, 중국 공산주의 청년단 내몽골 자치구 위원회 부서기를 맡았다. 6개월 후 공청단 내몽골 자치구 위원회 겸 내몽골 자치구 공청단 주석을 지냈다. 바인차오루는 중앙위원회에서 8년을 일했다.
2001년 바인차오루는 공청단을 떠나 저장성 인민정부 부성장에 임명되었으며 2003년 저장성 당위원회 상무위원, 닝보시 시위원회 서기를 지냈다. 2007년 중국공산당 제17기 중앙후보위원으로 선출되었으며 2010년 지린성 당위원회 부서기에 임명되었다. 2011년 지린성 정협 부주석을 거쳐 2012년 중국 공산당 제18기 중앙위원과 지린성 당위원회 부서기, 성장 대행이 되었고 2013년 지린성 인민정부 성장으로 선출되었다. 2014년 바인차오루는 중국공산당 지린성 위원회 서기가 되었다.